# Henauer und Witschi
Henauer und Witschi war ein Schweizer Architekturbüro mit Sitz in Zürich. Ihr bedeutendster Bau ist die dortige Börse.

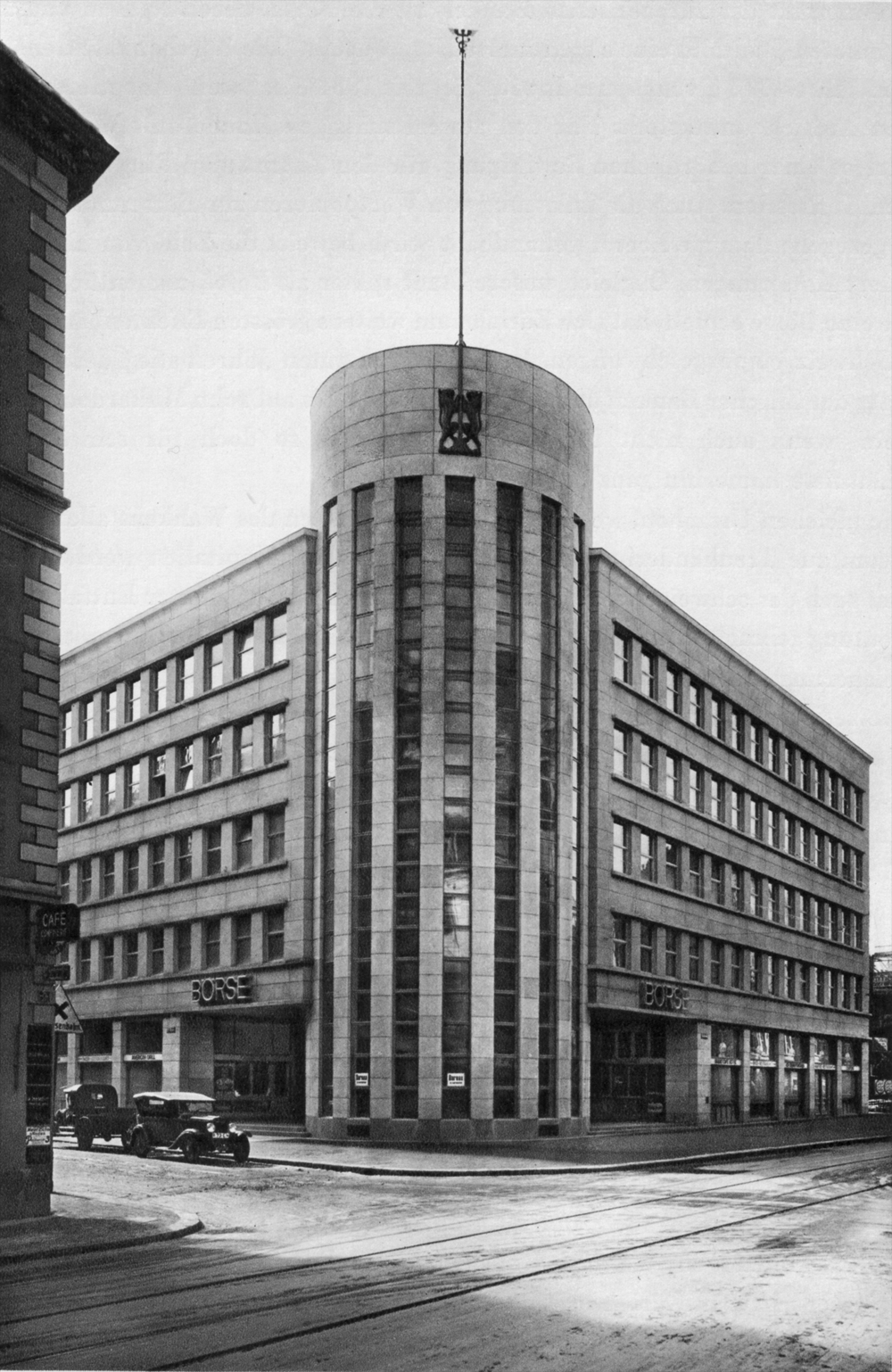
Börse Zürich, ca. 1930

## Partner
Walter Henauer (* 16. Juli 1880 in Zürich; † 7. Februar 1975 in Muralto) erwarb sein Architekturdiplom am Technikum in Winterthur. Nach weiterem Studium als Fachhörer an der TH München arbeitete er 1903–10 in Dresden, Leipzig und Berlin. 1908/09 absolvierte er einen Studienaufenthalt in Florenz und Rom. Ein eigenes Büro gründete er 1911 in Zürich, das er ab 1913–36 mit Witschi gemeinsam betrieb.
1933 gründete Henauer die Schweizer Baumusterzentrale, die er 30 Jahre lang erfolgreich leitete.
Ernst Witschi (* 5. März 1881 in Mehlsecken bei Reiden; † 24. Juni 1959 in Zürich) absolvierte in Zürich eine Bauzeichnerlehre und arbeitete dann 1910–11 in verschiedenen Berliner Architekturbüros. Von 1911 bis 1913 leitete er für das Büro des Berliner Architekten Franz Ahrens den Bau des Zürcher Kasper-Escher-Hauses. Daraufhin begann er die über 20-jährige Partnerschaft mit Henauer. 1936 gründete er nach Auflösung des gemeinsamen Büros zusammen mit seinem Sohn ein Büro, in dem er bis zu seinem Todesjahr arbeitete.

## Bauten (Auswahl)
Henauer und Witschi

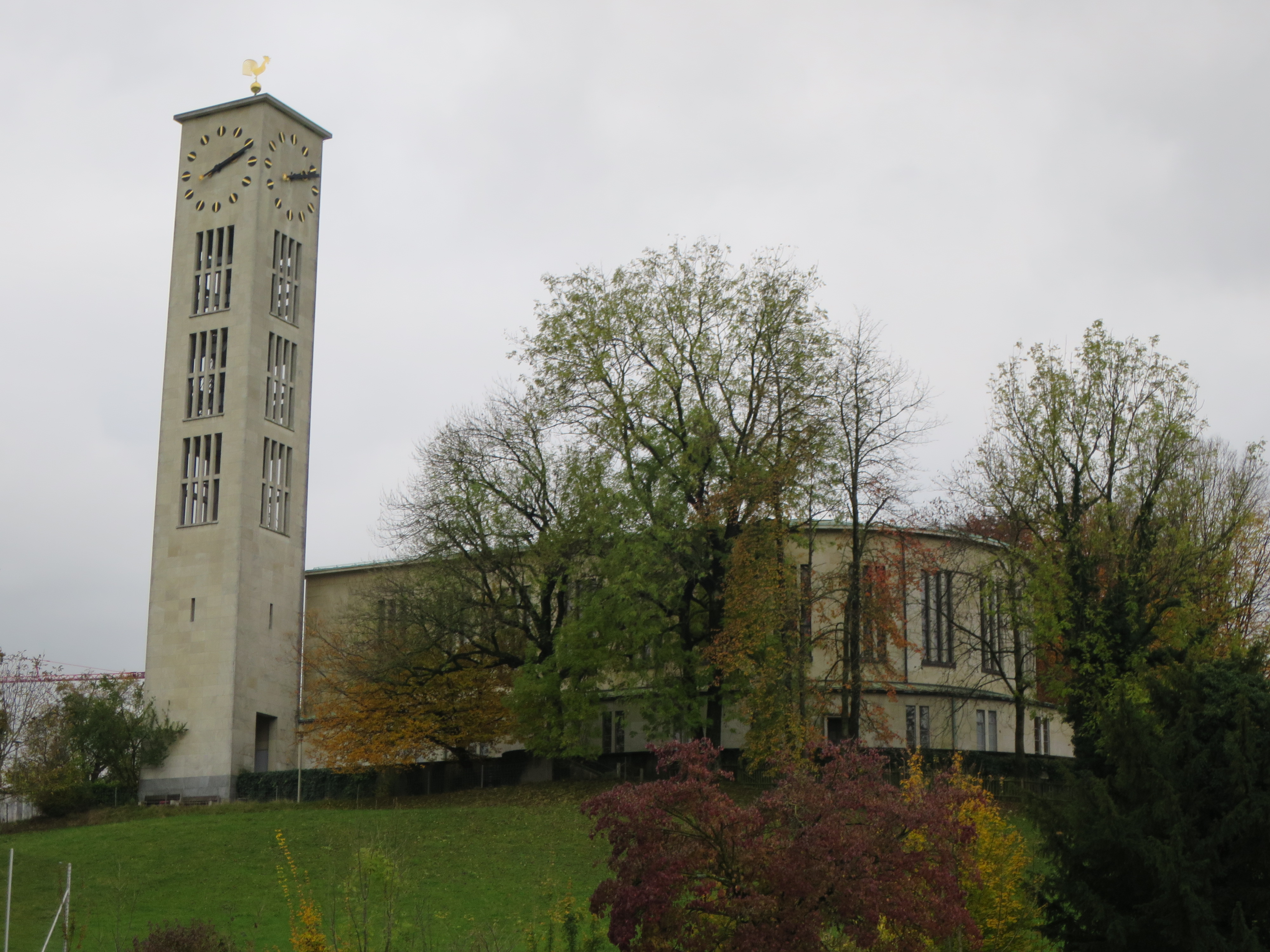
Neue Kirche Wollishofen

- Kurhaus Victoria, Orselina, 1911–12
- Kurhotel Esplanade, Locarno-Minusio, 1911–13
- Bezirksgebäude, Uster, 1914
- Geschäftshäuser Stampfenbach-/Walchestrasse, Zürich, 1914–18
- Pflegeanstalt, Uster, 1917–18
- Synagoge Freigutstrasse, Zürich, 1923–24
- Schanzenhof, Zürich, 1926–27[1]
- Börse, Zürich, 1928–30
- Schulhaus Friesenberg, Zürich, 1930–31 und 1945
- Neue Kirche Wollishofen, Zürich, 1935–1936

Henauer

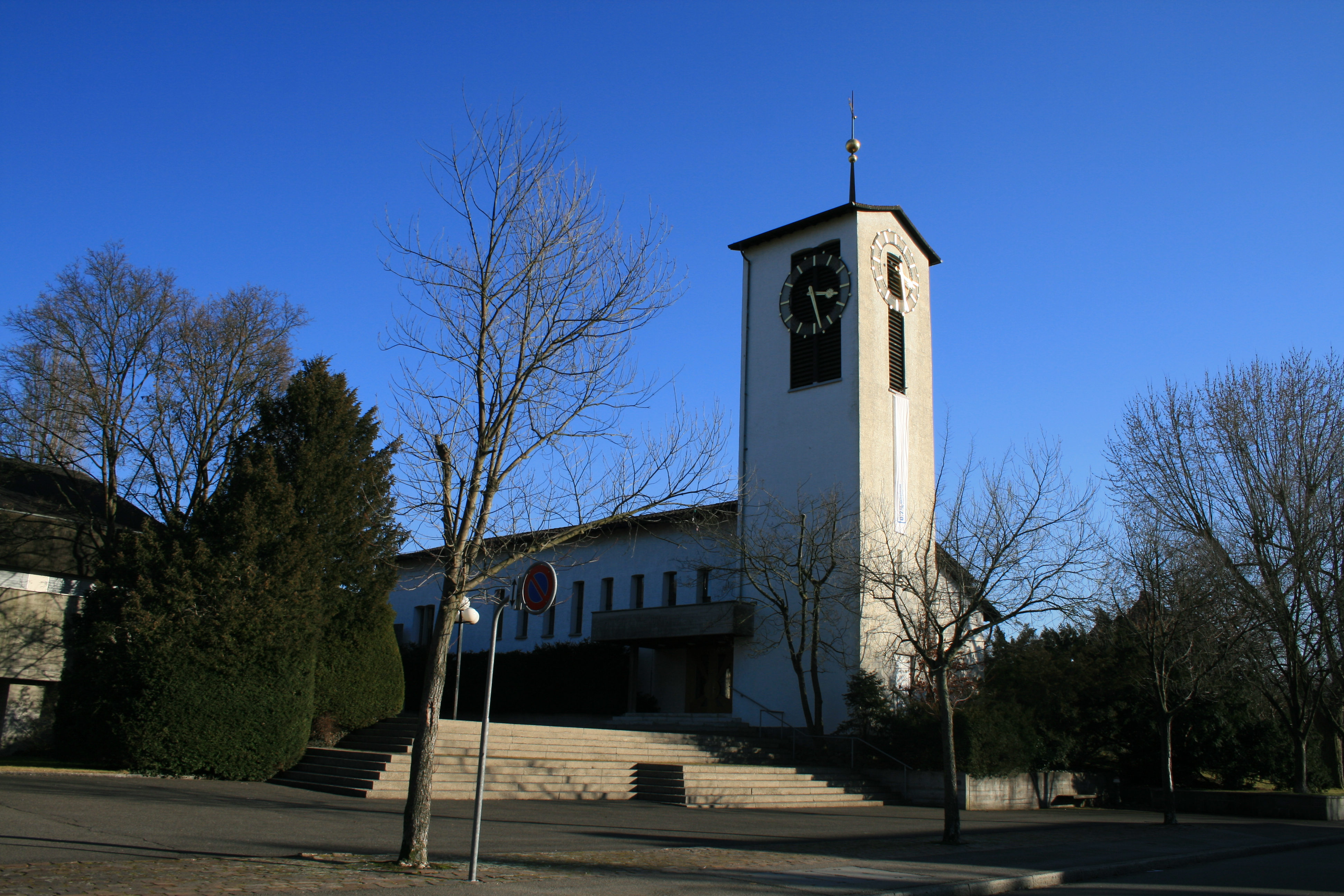
Reformierte Kirche, Wettingen

- Reformierte Kirche, Wettingen, 1939
- Diasporakirche, Koblenz, 1938–39
- Einfamilienhausausstellung, Witikon, 1942
- Claridenhof, Zürich, 1946
- Meteorologische Zentralanstalt, 1947–49
- Talhof, Zürich, 1949–50